# Tang-e Khowsh
Tang-e Khowsh (persiska: تنگ خوش) är en ort i Iran.   Den ligger i provinsen Bushehr, i den södra delen av landet, 900 km söder om huvudstaden Teheran. Tang-e Khowsh ligger 26 meter över havet och antalet invånare är 113.
Terrängen runt Tang-e Khowsh är varierad. Runt Tang-e Khowsh är det glesbefolkat, med 17 invånare per kvadratkilometer. Närmaste större samhälle är Bandar-e Dayyer, 16,4 km söder om Tang-e Khowsh. Trakten runt Tang-e Khowsh är ofruktbar med lite eller ingen växtlighet.